# Marina Znak
Marina Nikolaïevna Znak (biélorusse : Марина Николаевна Знак), née le 17 mai 1961 à Berlin-Est (République démocratique allemande), est une ancienne rameuse soviétique puis biélorusse. Elle est médaillée de bronze aux Jeux de 1996.

## Palmarès

### Jeux olympiques
- Jeux olympiques d'été de 1996 à Atlanta ( États-Unis) :
  -  médaille de bronze en huit

### Championnats du monde
- Championnats du monde 2000 à Zagreb ( Croatie) :
  -  médaille d'or en quatre de pointe
- Championnats du monde 1999 à Saint Catharines ( Canada) :
  -  médaille d'or en quatre de pointe
- Championnats du monde 1995 à Tampere ( Finlande) :
  -  médaille de bronze en quatre de pointe
- Championnats du monde 1991 à Vienne ( Autriche) :
  -  médaille d'argent en huit
- Championnats du monde 1986 à Nottingham ( Royaume-Uni) :
  -  médaille d'or en huit
- Championnats du monde 1985 à Hazewinkel ( Belgique) :
  -  médaille d'or en huit